# Moses Dyer
Moses John Dyer (Auckland, 21 marzo 1997) è un calciatore neozelandese, attaccante del Galway Utd.

## Carriera

### Club
Ha giocato nei campionati neozelandese, norvegese, canadese, statunitense ed irlandese.

### Nazionale
Ha vinto la Coppa delle nazioni oceaniane nel 2016 con la propria nazionale.

## Palmarès

### Nazionale
- Coppa d'Oceania: 1

Papua Nuova Guinea 2016